# Elecciones estatales de Schleswig-Holstein de 1979
Las novenas elecciones estatales en Schleswig-Holstein se celebraron el 29 de abril de 1979. El primer ministro Gerhard Stoltenberg se presentó de nuevo a la reelección.

## Resultados
Inscritos: 1893242
Votantes: 1.576.769 (Participación: 83,28 %)
Votos válidos: 1568833
| Partido | Partido     | Votos   | %     | Mand. directos | Escaños |
| ------- | ----------- | ------- | ----- | -------------- | ------- |
|         | CDU         | 757664  | 48,29 | 34             | 37      |
|         | SPD         | 653982  | 41,69 | 10             | 31      |
|         | FDP         | 90131   | 5,75  |                | 4       |
|         | Grüne Liste | 38009   | 2,42  |                |         |
|         | SSW         | 22293   | 1,42  |                | 1       |
|         | DKP         | 3123    | 0,20  |                |         |
|         | NPD         | 2825    | 0,18  |                |         |
|         | KBW         | 806     | 0,05  |                |         |
| Total   | Total       | 1568833 |       | 44             | 73      |

El SPD pudo aumentar su resultado al 41,7 por ciento de los votos. El FDP (5,7 por ciento) y la SSW (1,4 por ciento) obtuvieron representación. La CDU llegó al 48,3%, manteniendo su mayoría. Los Verdes, que fueron la cuarta fuerza con el 2,4%, no obtuvieron representación.